# Euphrasia gratiosa
Euphrasia gratiosa là loài thực vật có hoa thuộc họ Cỏ chổi. Loài này được Wiinst. mô tả khoa học đầu tiên năm 1946.